# Désirée Bernard
Désirée Bernard, OR, CCH (* 2. März 1939 in Georgetown; † 28. März 2024 in Trinidad und Tobago) war eine Juristin aus Guyana, die zwischen 2005 und 2014 als erste Frau Richterin am Caribbean Court of Justice (CCJ), dem Justizorgan der Karibischen Gemeinschaft CARICOM (Caribbean Community and Common Market) war.

## Leben

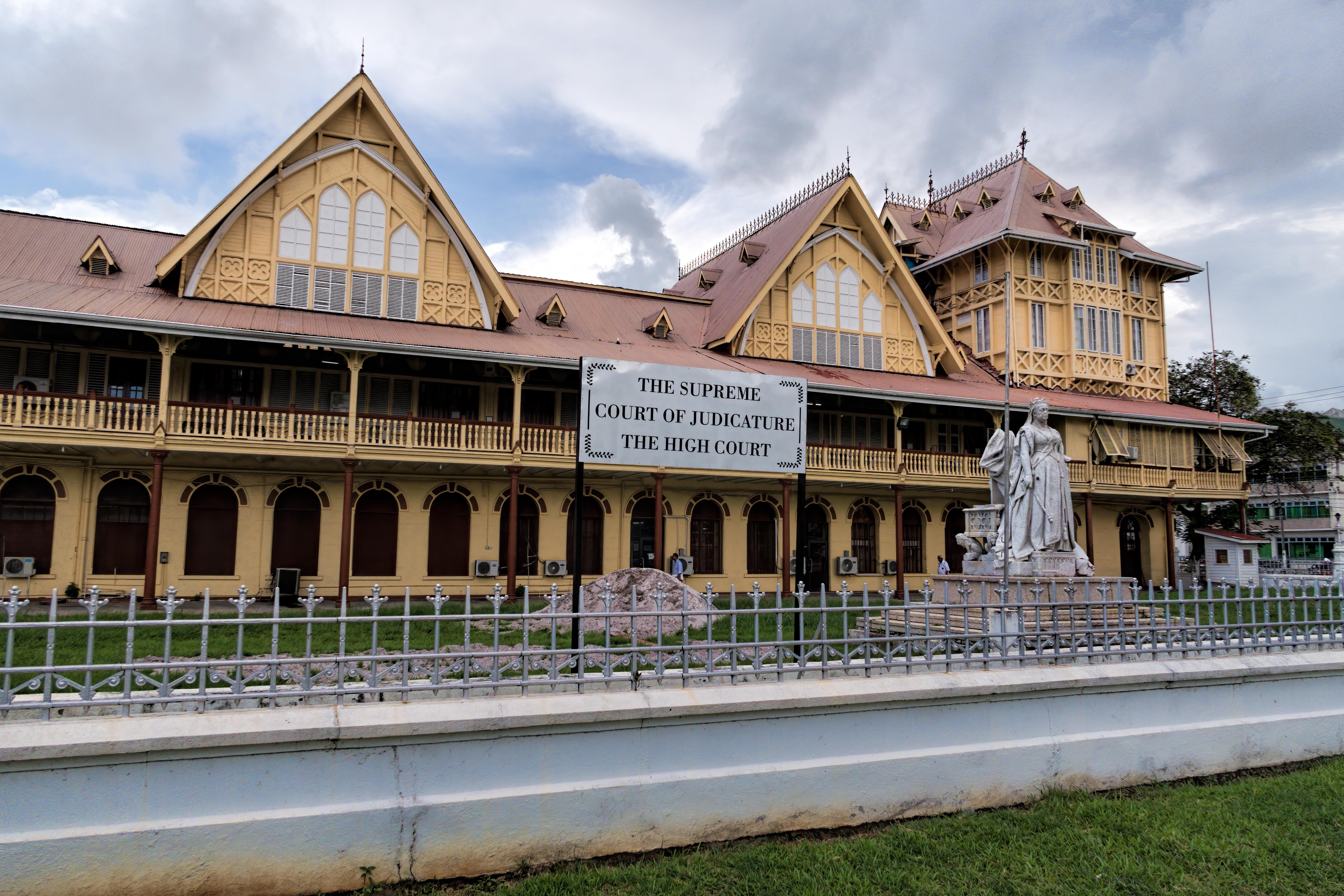
Désirée Bernard war als erste Frau Präsidentin und Kanzlerin der Justiz am Supreme Court of Guyana.

Désirée Bernard begann nach dem Schulbesuch ein Studium der Rechtswissenschaften an der University of London, das sie 1963 mit einem Bachelor of Laws (LL. B.) beendete. 1964 schloss sie ihre Qualifizierung als Solicitor ab und war nach ihrer anwaltlichen Zulassung von 1965 bis 1980 in einer privaten Anwaltskanzlei als Rechtsanwältin am Obergericht des Obersten Gerichtshofes (High Court of the Supreme Court of Guyana) tätig. Während dieser Zeit wurde sie 1970 zur Magistrate sowie 1976 zur Commissioner of Oaths & Notary Public ernannt, ehe sie 1977 in die English Roll of Solicitors aufgenommen wurde. Danach begründete sie als erste Frau, die viele Positionen innehatte, eine Reihe von beruflichen „Premieren“. Während dieser Zeit war sie Mitglied in verschiedenen regionalen und internationalen Organisationen, darunter von 1970 bis 1974 Gründungssekretärin der Caribbean Women’s Association CARIWA, 1976 erste Präsidentin der Organisation der Anwaltskammern des Commonwealth OCCBA (Organisation of Commonwealth Bar Associations) sowie 1978 Mitglied und Vorsitzende des karibischen Lenkungsausschusses für Frauenangelegenheiten, der später als Women & Development Unit gegründet wurde.
1980 wurde sie zur ersten Richterin am High Court of the Supreme Court of Guyana ernannt sowie 1992 zur ersten Richterin für Berufungsverfahren (Justice of Appeal). International war sie während ihrer Mitgliedschaft, die von 1982 bis 1998 dauerte, sowohl zwischen 1982 und 1984 als Berichterstatterin als auch von 1985 bis 1989 als Vorsitzende des Ausschusses der UN-Konvention zur Beseitigung jeder Form von Diskriminierung der Frau CEDAW (Convention on the Elimination of All Forms of Discrimination Against Women) tätig. Sie verfasste zahlreiche wissenschaftliche Arbeiten, darunter „The Domestic Application of International Human Rights Norms as it Affects Women“, „Judicial Activism in Promoting the Human Rights of Women“ und „Confronting Gender-Based Violence in the Caribbean“, und nahm an zahlreichen internationalen Seminaren und Kolloquien im In- und Ausland teil. Sie engagierte sich zudem in der International Association of Women Judges, als Vizepräsidentin der International Federation of Women Lawyers, als Regionales Mitglied des Caribbean Council of Legal Education sowie als Präsidentin der Organisation der Commonwealth Caribbean Bar Associations. Sie engagierte sich ferner ehrenamtlich in den Bereichen Religion, Bildung und Jugendbewegung und war die erste Kanzlerin der anglikanischen Diözese Guyana (und die erste in der Provinz Westindien) sowie Mitglied des Kuratoriums der Guyana Girl Guides Association.
1996 wurde sie als Nachfolgerin von Cecil C. Kennard die erste weibliche Oberste Richterin (Chief Justice of Guyana) und im Commonwealth der Karibik und verblieb in dieser Funktion bis zu ihrer Ablösung durch Ian Chang 2001. Anschließend fungierte sie als Nachfolgerin von Cecil C. Kennard von 2001 bis zu ihrer Ablösung durch Carl Ashok 2005 auch als erste weibliche Kanzlerin der Justiz von Guyana (Chancellor of the Judiciary of Guyana) und im Commonwealth der Karibik.
Am 16. April 2005 legte Désirée Bernard als erste Frau bei der Einweihungszeremonie ihren Amtseid als Richterin am neu gegründeten Caribbean Court of Justice (CCJ) ab, dem Justizorgan der Karibischen Gemeinschaft CARICOM (Caribbean Community and Common Market). Sie trat am 21. Februar 2014 aus dem Richterdienst am CCJ aus, woraufhin Maureen Rajnauth-Lee aus Trinidad und Tobago ihre Nachfolge antrat und damit zur zweiten Richterin am Karibischen Gerichtshofes wurde.
Für ihren außergewöhnlichen Beitrag zur Verbesserung der Stellung der Frau und zur Entwicklung und Ausübung des Rechts erhielt Désirée Bernard mehrere Auszeichnungen wie die Cacique Crown of Honour (CCH) und den Order of Roraima of Guyana (OR), Guyanas dritt- beziehungsweise zweithöchste nationale Auszeichnung. Im Juli 2005 wurde ihr der CARICOM Triennial Award for Women verliehen. Im November 2007 wurde ihr von der University of the West Indies der Doktortitel (honoris causa) verliehen. Im Februar 2011 wurde sie zur Richterin des Verwaltungsgerichtshofs der Interamerikanischen Entwicklungsbank in Washington, D.C. ernannt.

## Veröffentlichungen
- Confronting gender-based violence in the Caribbean, Centre for Gender and Development Studies, Mona Unit, Jamaika, 2006
- Reflections and opinions, Hertford, Great Britain Hansib Publications Limited 2018